# Weiser, Idaho
Weiser är en ort (city) i den amerikanska delstaten Idaho med en yta av 6,1 km² och en folkmängd, som uppgår till 5 343 invånare (2000). Weiser är administrativ huvudort i Washington County, Idaho.